# Visualitzador de matriu

Example animat de visualitzador de matriu

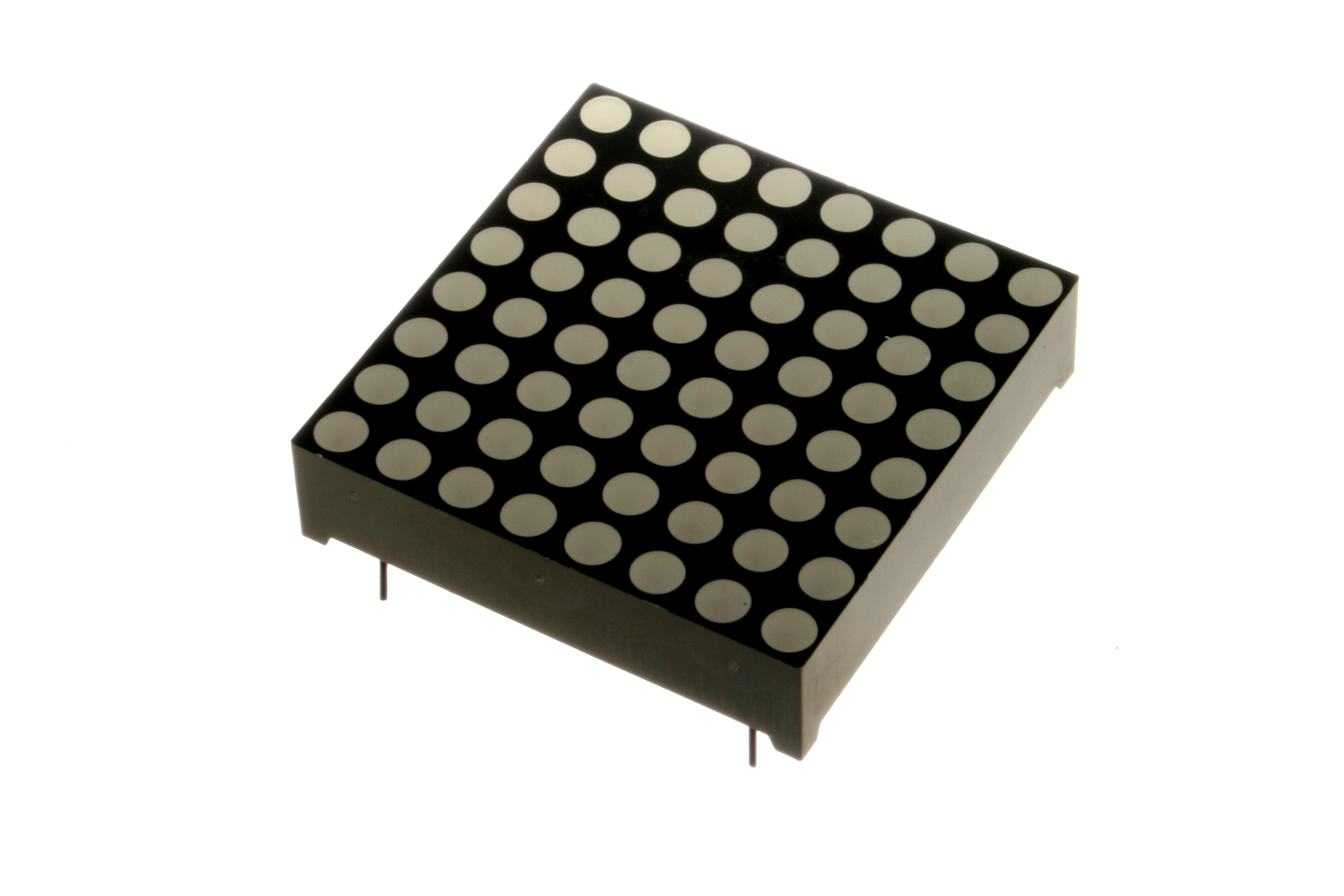
Visualitzador de matriu LED 8x8 punts

Un visualitzador de matriu (o Dot matrix display) és un dispositiu de visualització utilitzat per mostrar informació en màquines, rellotges, indicadors de sortida del ferrocarril i molts altres dispositius que requereixen un dispositiu de pantalla senzill de resolució limitada.
El visualitzador consisteix en una matriu de punts lluminosos o indicadors mecànics arranjats en una configuració rectangular (altres formes també són possibles, tot i que no gaire emprades) on s'hi poden mostrar text o gràfics encenent o apagant punts seleccionats de la matriu. Un hardware controla la matriu de punts convertint les instruccions d'un processador en senyals que encenen o apaguen els punts de la matriu de manera que es produeix la visualització desitjada.

## Resolucions habituals

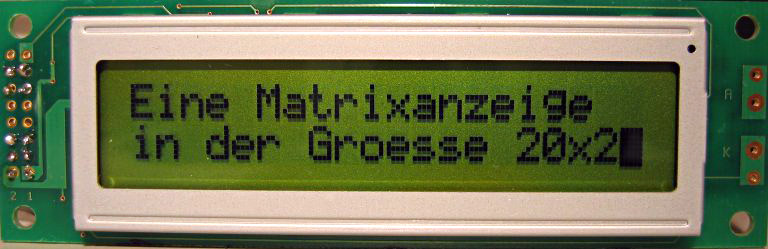
"Una Pantalla Matricial de 20x2" – matriu de punts 5x7 LCD, es va utilitzar en telèfons mòbils i màquines de vending

Mides comunes de pantalles de matriu de punts:
- 128×16 (Dues línies - 20x2)
- 128×32 (Quatre línies - 20x4)
- 128×64 (Vuit línies - 20x8)

Altres mides inclouen:
- 92×31 (Quatre o tres línies)

## Altres resolucions

Matriu multiplexada

- Una mida corrent per un caràcter és la de 5×7 píxels, ja sigui separats per línies en blanc sense punts (com en la majoria de pantalles de només text), o amb línies de píxels en blanc (fent la mida real de 6x8 píxels). Això es pot veure en la majoria de les calculadores gràfiques, com les calculadores Casio, TI-82 o superiors.
- Hi ha una mida més petita, de 3×5 píxels (o 4x6 quan se separa amb píxels en blanc), emprada en la calculadora TI-80 per a la pòlissa de mida fixa de 3 x 5 píxels o en la majoria de calculadores 7×5 com a pòlissa proporcional (1×5 a 5×5). L'inconvenient de la matriu de 7x5 és que és massa petita i els caràcters en minúscula amb astes descendents no resulten agradables a la vista. Per tal de pal·liar aquests defectes s'utilitza una matriu amb el format 11 × 9 que dona una resolució molt superior.
- Les matrius de punts de suficient resolució es poden programar per tal d'emular als habituals patrons numèrics de set segments .
- També hi ha una mida més gran, de 5 × 9 píxels, que s'utilitza en moltes calculadores de visualització quasi-natural.